# Il labirinto (Terry Brooks)
Il labirinto (titolo originale inglese Antrax) è un romanzo del 2001 dello scrittore statunitense Terry Brooks. Si tratta del secondo libro della trilogia Il viaggio della Jerle Shannara, riconducibile all'opera fantasy del ciclo di Shannara. Continuazione diretta de La strega di Ilse riprende le avventure di Walker Boh, ultimo druido delle Quattro Terre, e della spedizione da lui guidata nelle terre al di là dello Spartiacque Azzurro.

## Trama
Decimati e separati dall'attacco dei granchi meccanici al termine del capitolo precedente, i protagonisti tentano in ogni modo di riunirsi. Quentin Leah assieme al gruppo sopravvissuto di Cacciatori Elfi affronta i mostri che proteggono l'intricata città-fortezza di Castledown. Nonostante i suoi poteri, il druido Walker Boh viene catturato da una forza invisibile, un supercomputer costruito dagli uomini prima delle Grandi Guerre, e ad esse sopravvissuto: Antrax, progettato appositamente per memorizzare enormi quantità di dati. Con lo scoppio delle Grandi Guerre, quasi tutti i suoi creatori furono uccisi. I sopravvissuti diedero ad Antrax un solo ordine: proteggere e conservare tali informazioni a qualunque costo, in quanto tali informazioni sarebbero andate perdute per sempre. Per assolvere questo compito, il supercomputer cominciò a costruire il proprio arsenale di robot e cannoni laser nei sotterranei di Castledown. Intanto Bek Ohmsford affronta con il potere della Spada di Shannara sua sorella Grianne, la strega di Ilse, cercando di liberarla dagli inganni che per anni il Morgawr le ha raccontato. Il principe degli Elfi, Ahren Elessedil, e la veggente Ryer Ord Star si inoltrano in Castledown per salvare Walker e recuperare le Pietre Magiche: ritrovano il druido in coma, sdraiato su una tavola di ferro con numerosi tubi conficcati nel corpo. Avendo bisogno di energia per sostenere i suoi meccanismi di difesa, Antrax ha ideato il piano di disseminazione delle chiavi sulle tre isole per assicurarsi che chiunque avesse raggiunto Castledown fosse dotato di una immensa quantità di energia. Per alimentarsi il supercomputer è dunque deciso a sfruttare i poteri del druido costringendolo a ricorrere alla magia per difendersi dall'eterno incubo in cui è imprigionato durante lo stato di incoscienza. Dopo una breve lotta, il principe e la veggente riescono a far rinvenire Walker, il quale a questo punto capisce che la magia che stanno cercando è in realtà la scienza del vecchio mondo memorizzata in Antrax, che potrebbe essere utilizzata per costruire una nuova società. Ma il druido si rende anche conto di non essere capace di accedere a queste informazioni e così sceglie di distruggere Antrax che, con la sua fame di energia, sarebbe potuto diventare una minaccia per il mondo intero. Tuttavia, egli viene ferito mortalmente durante la lotta.

## Personaggi
- Bek Ohmsford
- Grianne Ohmsford, la Strega di Ilse
- Quentin Leah
- Walker Boh
- Ahren Elessedil
- Cree Bega
- Ryer Ord Star
- Morgawr
- Redden Alt Mer
- Rue Meridian

## Edizioni
- Terry Brooks, Il labirinto, collana Mondadori Omnibus, traduzione di Riccardo Valla, Arnoldo Mondadori Editore, 2002, ISBN 88-04-50778-0.